# آسمان (فیلم ۲۰۱۱)
آسمان (به تامیلی: Vaanam) فیلمی محصول سال ۲۰۱۱ و به کارگردانی کریش است. در این فیلم بازیگرانی همچون سیلامباراسان، بهاراث، آنوشکا شتی، پراکاش راج، سارانیا پونوانان، سونیا آگراوال، سانتانام و وگا تاموتیا ایفای نقش کرده‌اند.